# Aly Mallé
Aly Mallé (Bamako, 3 aprile 1998) è un calciatore maliano, attaccante dell'Iğdır.

## Biografia
È fratello di Ladji Mallé, anch'egli calciatore professionista.

## Carriera

### Club
Il primo anno da professionista lo gioca al Granada, in prestito dal Watford, collezionando sei gol in venti presenze nella squadra B e undici partite senza segnare in Liga. Il 2 giugno 2017 si trasferisce a titolo definitivo all'Udinese, firmando un contratto quinquennale. Il 6 gennaio 2018, senza aver mai esordito con la prima squadra friulana, si trasferisce in prestito al Lorca, formazione di Segunda División spagnola, dove realizza una rete in 12 partite. Terminato il prestito in Spagna, Mallé fa ritorno in Friuli, ma anche questa volta non colleziona nessuna presenza e, nel gennaio 2019, viene ceduto in prestito agli svizzeri del Grasshoppers.
Il 19 settembre 2020 viene ceduto a titolo definitivo all'Ascoli in Serie B. Dopo avere giocato solo 2 partite con i marchigiani, il 27 gennaio 2021 rescinde il proprio contratto con il club.

### Nazionale
Ha vinto la Coppa d'Africa Under-17 nel 2015 con il Mali, nello stesso anno ha giocato i Mondiali Under-17 in Cile segnando due gol e perdendo la finale con la Nigeria.
In seguito ha giocato anche con la nazionale maliana Under-23.

## Statistiche

### Presenze e reti nei club
Statistiche aggiornate al 25 gennaio 2023.
| Stagione                | Squadra                 | Campionato              | Campionato | Campionato | Coppe nazionali | Coppe nazionali | Coppe nazionali | Coppe continentali | Coppe continentali | Coppe continentali | Altre coppe | Altre coppe | Altre coppe | Totale | Totale |
| Stagione                | Squadra                 | Comp                    | Pres       | Reti       | Comp            | Pres            | Reti            | Comp               | Pres               | Reti               | Comp        | Pres        | Reti        | Pres   | Reti   |
| ----------------------- | ----------------------- | ----------------------- | ---------- | ---------- | --------------- | --------------- | --------------- | ------------------ | ------------------ | ------------------ | ----------- | ----------- | ----------- | ------ | ------ |
| 2016-2017               | Granada B               | SDB                     | 20         | 6          | -               | -               | -               | -                  | -                  | -                  | -           | -           | -           | 20     | 6      |
| gen.-giu. 2017          | Granada                 | PD                      | 11         | 0          | CR              | -               | -               | -                  | -                  | -                  |             | -           | -           | 11     | 0      |
| 2017-gen. 2018          | Udinese                 | A                       | -          | -          | CI              | -               | -               | -                  | -                  | -                  | -           | -           | -           | -      | -      |
| gen.-giu. 2018          | Lorca                   | SD                      | 12         | 1          | CR              | -               | -               | -                  | -                  | -                  | -           | -           | -           | 12     | 1      |
| 2018-gen. 2019          | Udinese                 | A                       | -          | -          | CI              | -               | -               | -                  | -                  | -                  | -           | -           | -           | -      | -      |
| gen.-giu. 2019          | Grasshoppers            | SL                      | 6          | 0          | CS              | 0               | 0               | -                  | -                  | -                  | -           | -           | -           | 6      | 0      |
| 2019-2020               | Balıkesirspor           | 1L                      | 26         | 6          | CT              | 1               | 0               | -                  | -                  | -                  | -           | -           | -           | 27     | 6      |
| 2020-gen. 2021          | Ascoli                  | B                       | 1          | 0          | CI              | 1               | 0               | -                  | -                  | -                  | -           | -           | -           | 2      | 0      |
| gen.-giu. 2021          | Yeni Malatyaspor        | SL                      | 7          | 0          | CT              | 0               | 0               | -                  | -                  | -                  | -           | -           | -           | 7      | 0      |
| 2021-2022               | Erzurumspor FK          | 1L                      | 21+2       | 2          | CT              | 1               | 0               | -                  | -                  | -                  | -           | -           | -           | 24     | 2      |
| 2022-2023               | Yeni Malatyaspor        | 1L                      | 20         | 0          | CT              | 2               | 0               | -                  | -                  | -                  | -           | -           | -           | 22     | 0      |
| Totale Yeni Malatyaspor | Totale Yeni Malatyaspor | Totale Yeni Malatyaspor | 27         | 0          |                 | 2               | 0               |                    | -                  | -                  |             | -           | -           | 29     | 0      |
| Totale carriera         | Totale carriera         | Totale carriera         | 117+2      | 15         |                 | 5               | 0               |                    | -                  | -                  |             | -           | -           | 124    | 15     |